# مجموعة عزرئيلي
مجموعة عزرئيلي هي شركة قابضة إسرائيلية تضم عدة شركات. تأسست في 1982. يقع مقرها في تل أبيب. تضم عدة مراكز تجارية ومولات.

## وصلات خارجية
- الموقع الإلكتروني